# クロトンのファウロス

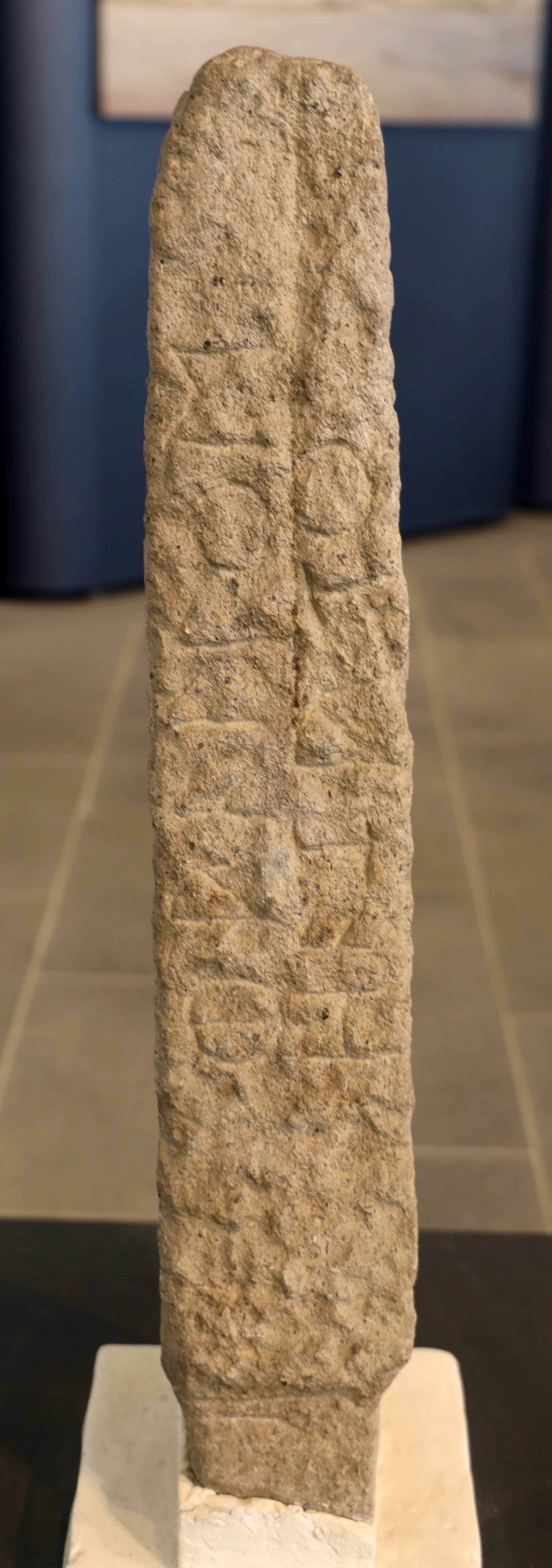
クロトンのファウロス

ファウロス（古代ギリシア語: Φάϋλλος / Phayllos、紀元前5世紀後半）はイタリアのギリシア人殖民都市クロトンの競技者である。
それ以前の経歴については不明であるが、紀元前480年、ペルシア戦争時にファウロスは自費で軍船一隻を用意してクロトン人を乗り込ませ、イタリアおよびシケリア島のギリシア人で唯一ギリシア本土への援軍に来てペルシア軍と戦った。これに敬意を表してマケドニア王アレクサンドロス3世はクロトン人にペルシア人から得た戦利品の一部を送った。また、ファウロスはオリュンピア祭では優勝しなかったものの、ピュティア祭で五種競技で二度、スタディオン走で三度優勝した。

## 註
1. 1 2  ヘロドトス, VIII. 47
2. 1 2  パウサニアス, 10. 9. 2
3. ↑  プルタルコス,「アレクサンドロス」, 34